# Episodi di Ugo
La prima e unica stagione della serie televisiva Ugo, composta da venti episodi, è stata trasmessa per la prima volta in Italia dal 22 settembre 2002 al 14 giugno 2003 su Canale 5.
Le informazioni su questa voce sono state ricavate dall'archivio storico de L'Unità e dalla piattaforma streaming Mediaset Infinity. Quest'ultima fonte però è molto problematica perché riporta prime tv spesso errate, episodi in disordine e in un caso sbaglia perfino il titolo dell'episodio. Tuttavia è anche la più completa perché permette di visualizzare, seppur in parte, i video di ciascun episodio ricavando così titolo corretto, regista e sceneggiatori dello stesso.
| n. | Titolo                     | Prima TV Italia   |
| -- | -------------------------- | ----------------- |
| 1  | Tutte pazze per Ugo        | 22 settembre 2002 |
| 2  | La grande occasione        | 29 settembre 2002 |
| 3  | Mens sana in corpore sano  | 6 ottobre 2002    |
| 4  | Il figlio che verrà        | 13 ottobre 2002   |
| 5  | Sogni proibiti             | 20 ottobre 2002   |
| 6  | Sodo sodo                  | 27 ottobre 2002   |
| 7  | Vecchie amiche             | 3 novembre 2002   |
| 8  | L'amico americano          | 10 novembre 2002  |
| 9  | La prima volta             | 17 novembre 2002  |
| 10 | Beati i leoni              | 24 novembre 2002  |
| 11 | Il silenzio degli agnelli  | 1º dicembre 2002  |
| 12 | Padre patrigno             | 8 dicembre 2002   |
| 13 | Marito in prestito         | 15 dicembre 2002  |
| 14 | La strage di San Valentino | 22 dicembre 2002  |
| 15 | Il mammo                   | 5 gennaio 2003    |
| 16 | L'uomo giusto              | 12 gennaio 2003   |
| 17 | Il regalo perfetto         | 19 gennaio 2003   |
| 18 | Bugie pericolose           | 26 gennaio 2003   |
| 19 | Lucciole per lanterne      | 7 giugno 2003     |
| 20 | Luna di miele in tre       | 14 giugno 2003    |

## Tutte pazze per Ugo
- Diretto da: Giorgio Bardelli
- Scritto da: Ricci e Forte

## La grande occasione
- Diretto da: Giorgio Bardelli
- Scritto da: Salbego e Tomesani

## Mens sana in corpore sano
- Diretto da: Giorgio Bardelli
- Scritto da: Maurizio Sangalli

## Il figlio che verrà
- Diretto da: Giorgio Bardelli
- Scritto da: Menotti e Marchionni

## Sogni proibiti
- Diretto da: Giorgio Bardelli
- Scritto da: Menotti e Marchionni

## Sodo sodo
- Diretto da: Giorgio Bardelli
- Scritto da: Salbego e Tomesani

## Vecchie amiche
- Diretto da: Giorgio Bardelli
- Scritto da: Anna Mittone

## L'amico americano
- Diretto da: Giorgio Bardelli
- Scritto da: Salbego e Tomesani

## La prima volta
- Diretto da: Giorgio Bardelli
- Scritto da: Salbego e Tomesani

## Beati i leoni
- Diretto da: Giorgio Bardelli
- Scritto da: A. Ariotti, M. Ravagli e R. Scarpetti

## Il silenzio degli agnelli
- Diretto da: Giorgio Bardelli
- Scritto da: Ricci e Forte

## Padre patrigno
- Diretto da: Giorgio Bardelli
- Scritto da: Ricci e Forte

## Marito in prestito
- Diretto da: Giorgio Bardelli
- Scritto da: Ricci e Forte

## La strage di San Valentino
- Diretto da: Giorgio Bardelli
- Scritto da: Ricci e Forte

## Il mammo
- Diretto da: Giorgio Bardelli
- Scritto da: Salbego e Tomesani

## Il regalo perfetto
- Diretto da: Giorgio Bardelli
- Scritto da: Menotti e Marchionni

## Bugie pericolose
- Diretto da: Giorgio Bardelli
- Scritto da: Riccardo Chelli

## L'uomo giusto
- Diretto da: Giorgio Bardelli
- Scritto da: Ricci e Forte

## Lucciole per lanterne
- Diretto da: Giorgio Bardelli
- Scritto da: Ricci e Forte

## Luna di miele in tre
- Diretto da: Giorgio Bardelli
- Scritto da: Ricci e Forte